# Savers

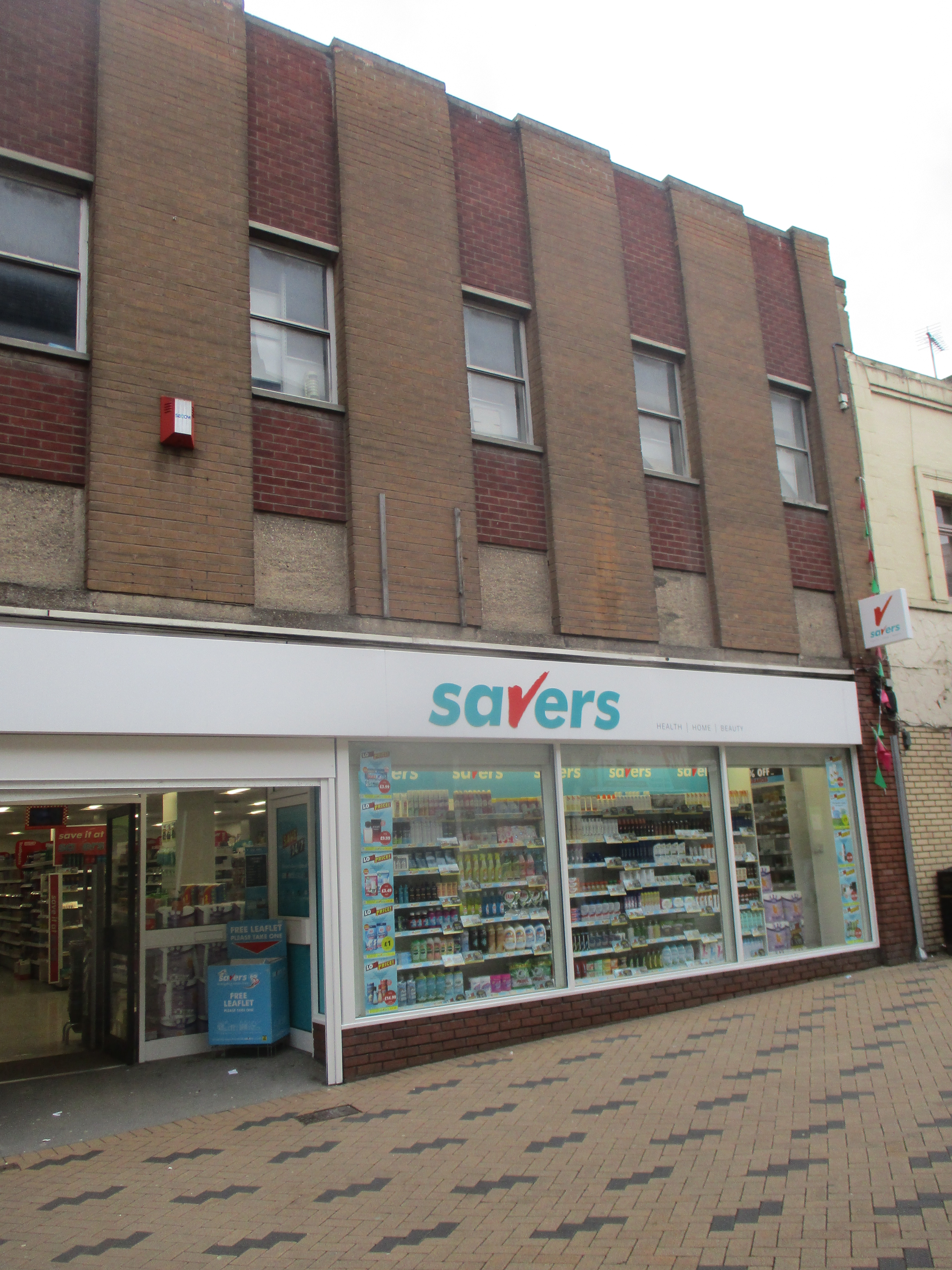
Savers, Westgate, Wakefield, West Yorkshire (2023)

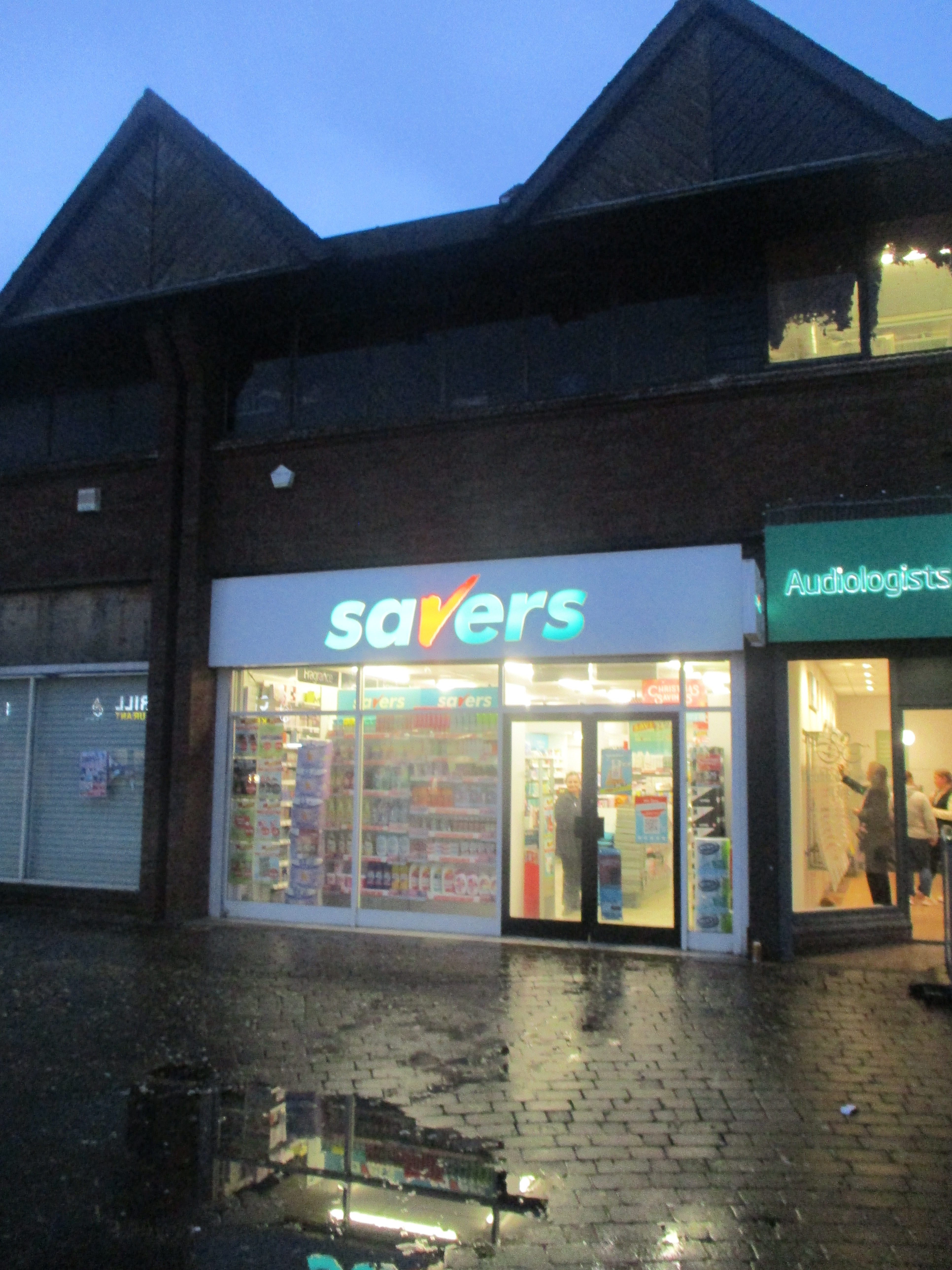
Savers, Boothferry Road, Goole (2023)

Savers Health and Beauty Limited, die unter dem Namen Savers firmiert, ist eine Drogeriekette mit mehr als fünfhundert Geschäften im Vereinigten Königreich, die zur A.S. Watson (Health & Beauty UK) Ltd. gehört, die wiederum Teil der A.S. Watson Group ist. Es handelt sich um ein preisgünstiges Einzelhandelsunternehmen, das eine Vielzahl an Gesundheits- und Schönheitsartikeln, Haushaltswaren, Arzneimitteln und Parfüms verkauft.

## Geschichte
Der Unternehmer Richard Tonks eröffnete 1988 seine erste Drogerie in Darlington, Durham.
In den 1990er Jahren expandierte das Unternehmen schrittweise, bevor es die hundert Filialen der Drogeriekette Supersave von GHEA übernahm. Das Unternehmen wuchs auf 176 Filialen an, bevor es im Juli 2000 an A.S. Watson, den Einzelhandels- und Produktionszweig des Konglomerats CK Hutchison Holdings mit Sitz in Hongkong, verkauft wurde.
Anschließend erwarb A.S. Watson im August 2002 Kruidvat BV, den Eigentümer der Kette Superdrug. Daraufhin wurden viele Savers-Filialen auf das Format von Superdrug umgestellt.
Der Hauptsitz des Unternehmens befindet sich in Dunstable in der Nähe von Luton; das Gebäude der Hauptniederlassung dient gleichzeitig als eines der großen Vertriebszentren von A.S. Watson im Vereinigten Königreich, das Savers, Superdrug und The Perfume Shop beliefert. Der Kundendienst ist in der Superdrug-Zentrale in Croydon, London, angesiedelt, und der Sitz des Unternehmens ist das Hutchinson House in Battersea, London.
Im April 2024 hat Savers mehr als fünfhundert Filialen in ganz Großbritannien.